# 河南工学院
河南工学院，是一所位于中国河南省新乡市的全日制公立本科高校。

## 历史沿革
学校历史可以追溯到1975年成立的河南机电高等专科学校，2016年，经中华人民共和国教育部批准，学校升格为本科层次的高等院校，并更名为河南工学院。